# Kwadack
Kwadack är en ö i Marshallöarna.   Den ligger i kommunen Kwajalein, i den västra delen av Marshallöarna, 500 km nordväst om huvudstaden Majuro. Arean är 0,14 kvadratkilometer.
Terrängen på Kwadack är platt. Öns högsta punkt är 22 meter över havet. 